# إنغريد مارتز
إنغريد مارتز (بالإسبانية: Ingrid Martz)‏ (ولدت في المكسيك) هي ممثلة وعارضة أزياء مكسيكية، درس التمثيل في مركز التدريب لفنون التابعة لتيليفيزا، وفي 2004 شاركت في أوبرا الصابونية الناجحة بمسلسل روبي التي ادعت فيها دور البطولة باربرا موري إدواردو سانتامارينا وسيباستيان رولي وآنا مارتين وجاكلين براكامونتاس حصل المسلسل على إعحاب كبير حول العالم وكان أول مسلسل مكسيكي يعرض في فرنسا، في عام 2010 في مسلسل Zacatillo, un lugar en tu corazón  بجانب الممثل الفنزويلي خورخي أرافينا, وعام 2012 في مسلسل قلوب لاتعرف الحب بجانب الممثلة آنا بريندا كونتريراس وخورخي ساليناس وخوليان غيل وأوزفالدو بينافيدس الذان يحبا بعضهم في المسلسل.

## وصلات خارجية
- إنغريد مارتز على موقع IMDb (الإنجليزية)
- إنغريد مارتز على موقع أول موفي (الإنجليزية)
- إنغريد مارتز على موقع قاعدة بيانات الفيلم (الإنجليزية)